# ECMAScript for XML
ECMAScript for XML (kurz: E4X) ist eine standardisierte Programmiersprachenerweiterung für JavaScript und ähnliche Sprachen, die dem ECMAScript-Standard folgen. Die Erweiterung macht es möglich, reguläre XML- und HTML-Elemente als nativen Teil der Programmiersprache zu verwenden.

## Beispiel
Mit E4X ist es möglich, in die XML-Elementen auch Variablen zu setzen. Auch können Attribute direkt angesprochen werden. In JavaScript sieht dieser Vorgang so aus:
```
var
 
a
 
=
 
'Wikipedia'
;

var
 
anchor
 
=
 
<
a
 
href
=
"http://wikipedia.org/"
>
{
a
}
<
/a>;

anchor
.
@
href
 
=
 
'http://de.wikipedia.org/'
;

document
.
write
(
anchor
);
 
// Ergibt: <a href="http://de.wikipedia.org/">Wikipedia</a>

```

Man beachte hier die fehlenden Anführungszeichen bei der Wertzuweisung der Variable anchor.

## Implementationen und Unterstützung
E4X ist teilweise in der von Mozilla Firefox genutzten Gecko-Engine sowie in SpiderMonkey und Rhino implementiert. Die E4X-Unterstützung wurde mit Mozilla Firefox 21 vollständig entfernt.
Die Programmier- und Skriptsprache ActionScript 3 unterstützt E4X vollständig.

## Standardisierung
E4X ist standardisiert durch Ecma International im ECMA-357-Standard (zurzeit in der zweiten Fassung vom Dezember 2005).
Außerdem ist E4X durch die ISO in ISO/IEC 22537 (zurzeit in der ersten Fassung vom Februar 2006) spezifiziert.
E4X ist inzwischen (März 2013) obsolet (überholt durch DOM-Möglichkeiten). Als Alternative wird JXON empfohlen.